# Toffo-Agué
Toffo-Agué est un arrondissement situé dans le département de l'Atlantique. Cet arrondissement est sous la juridiction de la commune de Toffo.

## Loacalisation
Toffo-Agué est situé dans le Sud du Bénin. Selon le recensement de la population effectué en 2012 par l'Institut National de la Statistique du Bénin, cet arrondissement compte 6 villages (Agué centre; Houeglé, Kinzoun, Nianri, Sedje et Takon). En 2013, Toffo-Agué compte une population s'élevant à 6 765 habitants,,,.

## Histoire
Toffo-Agué devient officiellement un arrondissement de la commune de Toffo le 27 mai 2013 après la délibération et l'adoption par l'assemblée nationale du bénin en sa séance du 15 février 2013 de la loi n° 2013-O5 du 15/02/2013 portant création, organisation, attribution et fonctionnement des unités administrative locale en république du Bénin.

### Administration
Ague fait partie des 10 arrondissements que compte la commune de Toffo. Il est composé de 07 villages et quartiers de ville que sont:
- Agué
- Badovita
- Houéglé
- Kinzoun
- Niarin
- Sèdjè
- Takon[7]

#### Population
Selon le Recensement Générale de la Population et de l'Habitation(RGPH4) de Institut National de Statistique et de l'Analyse Économique(INSAE) au Bénin de 2013.
| Indicateur           | 2013 |
| -------------------- | ---- |
| Nombre de ménages    | 3347 |
| Population féminine  | 3209 |
| Population masculine | 3021 |
| Population totale    | 6230 |